# Vestavia Hills
Vestavia Hills is een plaats (city) in de Amerikaanse staat Alabama, en valt bestuurlijk gezien onder Jefferson County en Shelby County.

## Demografie
Bij de volkstelling in 2000 werd het aantal inwoners vastgesteld op 24.476.
In 2006 is het aantal inwoners door het United States Census Bureau geschat op 31.051, een stijging van 6575 (26,9%).

## Geografie
Volgens het United States Census Bureau beslaat de plaats een oppervlakte van
37,9 km², geheel bestaande uit land.

## Plaatsen in de nabije omgeving
De onderstaande figuur toont de plaatsen in een straal van 8 km rond Vestavia Hills.

## Geboren in Vestavia Hills (Alabama)
- Hudson Meek (1998-2024), jeugdacteur